# Jean-Louis Subileau
Jean-Louis Subileau est un urbaniste français né à Angers en 1943. Il a fondé en 2008 la société de conseil en aménagement Une fabrique de la ville, qu'il dirige conjointement avec Guillaume Hebert.

## Philosophie
Avant tout artisan du développement urbain, Jean-Louis Subileau a effectué, au long de sa carrière, un tour des métiers contribuant à l’édification de la ville. Il fut successivement impliqué dans des domaines variés tels que la recherche urbaine, le travail en agence d'urbanisme, la maîtrise d'ouvrage de grands projets d’équipement, la maîtrise d'ouvrage urbaine, le métier de prestataire (assistant maîtrise d'ouvrage, mandataire, consultant) et de promoteur; Comme l'a écrit Bruno Fortier, c'est l'amour des villes qui lui sert de fil directeur.
Il a ainsi travaillé pour les Villes, l'État, les Universités, les entreprises publiques et privées, agi au sein de grandes administrations et du groupe Caisse des dépôts et consignations, animé de petites équipes, dirigé des SEM et crée une société de prestation (G3A). Ce sont ces points de vue différents sur la ville qui ont nourri sa démarche, et sa connaissance de la logique des acteurs qui l'a enrichie. Des expériences qui ont conforté sa position que la ville n'appartient à personne, que nul ne la tient dans sa main, ni ne la pense dans le silence de son cabinet ou de son atelier. Au contraire, elle est un espace collectif, produit de l'histoire et de la confrontation des acteurs.

## Parcours
- Diplômé de l’Institut d'études politiques de Paris en 1965
- Missions d'études pour la Datar et le ministère de l'Equipement de 1965 à 1968
- Directeur Adjoint de l’Atelier parisien d'urbanisme (APUR) de 1970 à 1982
- Directeur de la Mission de coordination des grandes opérations d’architecture et d’urbanisme de l’État[2] de 1982 à 1985
- Directeur Général de la SAEM Tête-Défense, maître d’ouvrage de la Grande Arche de 1986 à 1991[3]
- Directeur Général de la SCET de 1991 à 1997
- Fondateur et Président de G3A (Grande Arche Architecture Aménagement) de 1990 à 2001[3]
- Directeur Général de la SAEM Euralille[4],[5] de 1998 à 2010
- Directeur général de la SAEM Val de Seine Aménagement de 2003 à 2008, chargé de l’opération Seguin-Rives de Seine[6]
- Création en 2008 de la société de conseil en aménagement « Une fabrique de la ville » en partenariat avec Guillaume Hebert

## Distinctions
- Grand Prix de l'urbanisme[7],[8] en 2001
- Médaille d'argent de l'urbanisme de l'Académie d'architecture en 2004

## Voir Aussi
Une Fabrique de la Ville